# Mario Salas Becerra
Mario Andrés Salas Becerra OdeM (* 25. Februar 1973 in San Fernando) ist ein chilenischer römisch-katholischer Ordensgeistlicher und Weihbischof in Valparaíso.

## Leben
Mario Salas Becerra trat der Ordensgemeinschaft der Mercedarier bei und studierte Philosophie am Priesterseminar in Santiago de Chile. Sein Theologiestudium absolvierte er an der Päpstlichen Katholischen Universität von Chile. Am 3. März 2006 empfing er durch den Bischof von San Felipe, Cristián Contreras Molina OdeM, in der Basilika La Merced in Santiago de Chile das Sakrament der Priesterweihe.
Bereits ein Jahr vor der Priesterweihe war er Vizerektor der Schule San Pedro Nolasco in Quillota. 2007 erwarb er einen Abschluss in grundlegender Religionspädagogik. Von 2008 bis 2010 war er Vizerektor der Schule San Pedro Nolasco in Valparaíso und anschließend bis 2014 Ausbilder am Mercedarierseminar. Von 2011 bis 2019 war er zudem Provinzialrat seiner Ordensprovinz. 2012 erwarb er an der Universidad Alberto Hurtado einen Abschluss in psycho-spiritueller Begleitung. Von 2014 bis 2018 war er Pfarrer an der Basilika La Merced in Santiago de Chile. Ab 2018 war er Mitglied im Rat der chilenischen Ordensleutekonferenz für die Verhinderung von Missbrauch. Ab 2019 war er Provinzial der chilenischen Mercedarier und ab 2021 zusätzlich Präsident der chilenischen Ordensleutekonferenz.
Papst Franziskus ernannte ihn am 7. September 2024 zum Titularbischof von Ita und zum Weihbischof in Valparaíso. Der Bischof von Valparaíso, Jorge Patricio Vega Velasco SVD, spendete ihm am 9. November desselben Jahres in der Kathedrale von Valparaíso die Bischofsweihe. Mitkonsekratoren waren Alberto Ricardo Lorenzelli Rossi SDB, Weihbischof in Santiago de Chile, und der Bischof von Copiapó, Ricardo Basilio Morales Galindo OdeM.